# Petter Granberg
Petter Granberg (* 27. August 1992 in Gällivare) ist ein schwedischer Eishockeyspieler, der seit Mai 2018 erneut beim Skellefteå AIK in der Svenska Hockeyligan unter Vertrag steht.

## Karriere
Petter Granberg begann seine Karriere als Eishockeyspieler in der Nachwuchsabteilung des Skellefteå AIK, für dessen Profimannschaft er in der Saison 2009/10 sein Debüt in der Elitserien gab. Bei seinem einzigen Einsatz blieb der Verteidiger punkt- und straflos. Im Anschluss an diese Spielzeit wurde der schwedische Junioren-Nationalspieler im NHL Entry Draft 2010 in der vierten Runde als insgesamt 116. Spieler von den Toronto Maple Leafs ausgewählt.
In der Saison 2013/14 gab der Schwede sein NHL-Debüt für die Maple Leafs, bleibt jedoch weiterhin fest Bestandteil des AHL-Kaders. Im Sommer 2015 unterzog er sich einer Achillessehnen-Operation und fiel vorerst aus, ehe er im November 2015 über den Waiver von den Nashville Predators verpflichtet wurde.
In der Saison 2017/18 kam er ausschließlich bei den Milwaukee Admirals in der AHL zum Einsatz. Anschließend entschloss er sich zu einer Rückkehr nach Europa und unterschrieb einen Dreijahresvertrag bei seinem Heimatverein.

### International
Für Schweden nahm Granberg an der U18-Junioren-Weltmeisterschaft 2010 teil, bei der er mit seiner Mannschaft Vizeweltmeister wurde. Bei der Weltmeisterschaft 2013 in Stockholm und Helsinki war er Teil der Herren-Nationalmannschaft und gewann mit dieser die Goldmedaille. Ebenso stand er bei der WM 2015 in Schwedens Kader.

## Erfolge und Auszeichnungen
- 2013 Schwedischer Meister mit Skellefteå AIK

### International
- 2010 Silbermedaille bei der U18-Junioren-Weltmeisterschaft
- 2012 Goldmedaille bei der U20-Junioren-Weltmeisterschaft
- 2013 Goldmedaille bei der Weltmeisterschaft

## Karrierestatistik
Stand: Ende der Saison 2017/18

### International
(Legende zur Spielerstatistik: Sp oder GP = absolvierte Spiele; T oder G = erzielte Tore; V oder A = erzielte Assists; Pkt oder Pts = erzielte Scorerpunkte; SM oder PIM = erhaltene Strafminuten; +/− = Plus/Minus-Bilanz; PP = erzielte Überzahltore; SH = erzielte Unterzahltore; GW = erzielte Siegtore; 1 Play-downs/Relegation; Kursiv: Statistik nicht vollständig)